# 拉德克利夫 (愛荷華州)
拉德克利夫是一個位於美國愛荷華州哈丁縣的城市。

## 地理
拉德克利夫的座標為42°18′53″N 93°25′56″W / 42.31472°N 93.43222°W，而該地的平均海拔高度為361米（即1184英尺）。

## 人口
根據2010年美國人口普查的數據，雷德克里夫的面積為2.59平方千米，當中陸地面積為2.59平方千米，而水域面積為0.00平方千米。當地共有人口545人，而人口密度為每平方千米210人。